# Flic Story
Flic Story è un film del 1975 diretto da Jacques Deray. Il soggetto è ispirato all'omonimo romanzo autobiografico dell'ex poliziotto Roger Borniche, che narra la storia del criminale francese Émile Buisson, giustiziato nel 1956.

## Trama
Francia, 1947. All'ispettore della Sûreté Roger Borniche viene affidato il caso dello spietato criminale Émile Buisson, appena evaso di prigione, per la cui cattura gli viene promessa la sospirata promozione a ispettore capo.
Nonostante egli, con i fedeli colleghi di sezione, impieghi tutte le sue energie nelle indagini, non riuscirà ad impedire una lunga serie di rapine e omicidi, prima che Buisson venga catturato grazie all'informazione decisiva di un delatore e condannato alla ghigliottina.